# Mannen som visste för mycket (1934)
Mannen som visste för mycket (originaltitel: The Man Who Knew Too Much) är en brittisk film från 1934 i regi av Alfred Hitchcock.

## Handling
Bob (Leslie Banks) och Jill (Edna Best) är på vintersemester i Schweiz tillsammans med sin tonårsdotter Betty (Nova Pilbeam). När de får reda på att ett mord ska begås i London kidnappar mördarna dottern för att de ska hålla tyst.

## Om filmen
Filmen är inspelad i London och hade världspremiär i USA den 22 mars 1935. Den hade svensk premiär på TV 4 den 24 november 1990. Hitchcook gjorde 1954 själv en nyinspelning av filmen med samma titel, se Mannen som visste för mycket (1956).

## Rollista (urval)
- Leslie Banks - Bob Lawrence
- Edna Best - Jill Lawrence
- Peter Lorre - Abbott
- Frank Vosper - Ramon Levine
- Hugh Wakefield - Clive
- Nova Pilbeam - Betty Lawrence
- Pierre Fresnay - Louis Bernard
- Cicely Oates Agnes - sköterska
- D.A. Clarke-Smith - kommissarie Binstead
- George Curzon - Gibson

## Musik i filmen
- "Storm Cloud Cantata", musik Arthur Benjamin, text D.B. Wyndham-Lewis, framförd av The London Symphony Orchestra